# Domenico Cimarosa
Domenico Cimarosa, italijanski operni skladatelj, * 17. december 1749, Aversa (pri Neaplju), Italija, † 11. januar 1801, Benetke, Italija.

## Življenje
Cimarosa je bil otrok revnih staršev, ki pa so želeli sinu omogočiti dobro izobrazbo. Ko se je družina priselila v Neapelj, so ga poslali v brezplačno šolo enega mestnih samostanov. Padre Polcano, organist tega samostana, je bil navdušen nad otrokovo nadarjenostjo in ga je poučeval o glasbi in književnosti. Kmalu je prejel štipendijo glasbene šole Santa Maria di Loreto, kjer je ostal 11 let, njegovi mentorji pa so bili Niccola Piccinni, Antonio Maria Gaspare Sacchini in drugi.
S triindvajsetimi leti je Cimarosa začel kariero kot skladatelj komične opere (opera buffa), z delom Le Stravaganze del Conte, ki je bilo izvedeno v gledališču Teatro del Fiorentini v Neaplju leta 1772. Opera je doživela uspeh, kmalu zatem je nastala Le Pazzie di Stelladaura e di Zoroastro, ki je utrdila Cimarosov ugled v Italiji. Leta 1774 je bil povabljen v Rim, kjer je napisal še eno komično opero, imenovano Italijan v Londonu (L'Italiana in Londra).
Naslednjih 13 let je živel v Rimu in delno v Neaplju, med letoma 1784 in 1787 pa v Firencah. Leta 1788 je na povabilo kraljice Katarine II. odšel v Sankt Peterburg, kjer je na dvoru preživel 4 leta in ustvaril številna glasbena dela, večinoma priložnostne narave. Leta 1792 je na povabilo cesarja Leopolda II. odšel na Dunaj, kjer je skomponiral svoje najslavnejše delo, Il Matrimonio segreto (slov. Tajni zakon). Leta 1793 se je vrnil v Neapelj, kjer pa je bil žrtev intrig in škodoželja svojih stanovskih kolegov, med njimi tudi svojega starega rivala Giovannija Paisielle. Med francosko okupacijo Neaplja se je Cimarosa priključil liberalni stranki in bil po vrnitvi Bourbonov, tako kot njegovi ostali politični prijatelji, obsojen na smrt. Zaradi intervencije vplivnih oboževalcev njegove glasbe je bila njegova obsodba spremenjena v izgnanstvo. Zapustil je Neapelj z namenom, da se vrne v Sankt Peterburg, vendar ga je izdalo zdravje. Po hudi bolezni je umrl v Benetkah.

## nekatera dela
- Čudna baronica - Baronessa stramba 1776
- namišljene armade - Armida immaginaria 1777
- Vrni Don Kalandrino - ritorno di don Calandrino 1778
- Pariški slikovit - Pittor Parigino 1781
- Alexander v Indiji - Alessandro nelle Indie 1781
- Dva barona rocca azzurra - Due baroni rocca Azzurra 1783
- villana priznana - Villana riconosciuta 1783
- obupan mož - marito disperato 1785
- fanatični prankster - fanatico burlato 1787
- prevzeta obveznost - impegno superato 1795
- orazi curiazi - Orazi e Curiazi 1796